# Навахо (водохранилище)
Навахо (англ. Navajo Lake) — водохранилище в округах Сан-Хуан и Рио-Арриба штата Нью-Мексико, США. Часть водохранилища простирается также на территорию округа Арчелита штата Колорадо. Расположено на реке Сан-Хуан, которая является притоком реки Колорадо. Сформировано плотиной Навахо, которая расположена примерно в 48 км к востоку от города Фармингтон. Строительство плотины было завершено в 1962 году.
Площадь зеркала водохранилища составляет около 63 км³ при длине около 40 км.
Создание водохранилища привело к затоплению одних из наиболее священных мест индейцев навахо.